# Every Little Thing (песня The Beatles)
«Every Little Thing» (с англ. — «Любая мелочь») — песня, написанная Полом Маккартни (авторство приписано Леннону и Маккартни) и вышедшая на четвёртом британском альбоме «Битлз» Beatles for Sale. В США песня вышла на альбоме Beatles VI.

## История песни
Песня была написана в августе 1964 года во время концертного тура группы по США. Маккартни надеялся, что песня будет выпущена в виде сингла, однако «она оказалась немного не тем, чем нужно» и была включена в альбом Beatles for Sale.

## Запись песни
Студийная работа над песней продолжалась два дня. 29 сентября 1964 года было записано четыре дубля, а на следующий день — ещё пять. Весьма вероятно, что Леннон и Маккартни исполняли вокальную партию одновременно на один и тот же микрофон.
В записи участвовали:
- Джон Леннон — вокал, 12-струнная соло-гитара
- Пол Маккартни — вокал, бас-гитара, фортепиано
- Джордж Харрисон — акустическая ритм-гитара
- Ринго Старр — ударные, литавры

## Оценки критикой
Музыкальный критик Иэн Макдональд высоко оценил «эмоциональную глубину» песни и приводил её в качестве контр-аргумента в ответ на представление Маккартни как «несерьёзного автора». Музыкальный обозреватель Allmusic Ричи Антербергер тоже высоко оценил песню и её «заразительный припев».

## Кавер-версии
- В 1969 году группа Yes записала кавер-версию песни для своего дебютного альбома. Их версия отличается более плотным звучанием и длинным вступлением. Группа неоднократно исполняла свою версию вживую.
- В 1986 году кавер-версия была записана американской исполнительницей Лу Энн Бартон (Lou Ann Barton), песня была включена в мини-альбом Forbidden Tones.
- Уже в начале XXI века песня перепевалась словацким исполнителем Петером Липой и британским музыкантом Мартином Гордоном.